# Église Saint-Pierre d'Yvetot
Pour les articles homonymes, voir Église Saint-Pierre.
L'église Saint-Pierre d'Yvetot est une église catholique de style moderne située à Yvetot (Seine-Maritime).

## Historique
La précédente église Saint-Pierre, construite au XVIIIe siècle, fut détruite en 1940 par des bombardements allemands. 
Les travaux de reconstruction, commencés en 1949, se terminent en 1956, malgré quelques difficultés techniques et administratives. Le campanile n'a été construit que quelques années plus tard et la mise en service des cloches n'eut lieu que fin octobre 1963.
À la suite d'un vieillissement prématuré des matériaux, d'importants travaux de restauration ont eu lieu sur l'église et son campanile de 1991 à 1994.
L'édifice fait l’objet d’une inscription au titre des monuments historiques depuis le 8 octobre 2001.

## Caractéristiques
La nouvelle église est reconstruite sur le principe d'un plan circulaire. 
Elle est l'œuvre de plusieurs architectes :
- Pierre Chirol (jusqu'à son décès en 1953) ;
- Robert Flavigny ;
- Yves Marchand[3].

L'édifice mesure 40 mètres de diamètre sur 20 mètres de hauteur.

### Intérieur

#### Vitraux
L'église présente un ensemble de vitraux contemporains considéré comme le plus grand d'Europe.
Son vitrail d'environ 1 046 m2, réalisé par Max Ingrand, est un puzzle qui explose de couleurs vert et or, mêlées de bleu. L'œuvre est un assemblage minutieux d'une douzaine de pièces en verre qui présente des saints, avec un large volet consacré aux Normands du diocèse de Rouen.
Aux côtés du Christ, de saint Pierre, patron de la paroisse d'Yvetot depuis plus de mille ans, et des apôtres, on reconnaît saint Valery (apôtre du pays de Caux et du Vimeu au VIIe siècle), saint Saëns (un Irlandais, moine de Jumièges, fondateur d'une abbaye éponyme dans la vallée de la Varenne), saint Ouen (qui a introduit la vie monastique à Rouen), saint Philibert (le premier abbé de Jumièges) ou saint Wandrille.
Parmi les évêques de Rouen figurent saint Romain (en train d'étrangler la gargouille qui dévastait Rouen), saint Remi, saint Hugues. Y sont pareillement représentées dans cette procession la vierge Marie ou la Pucelle d'Orléans dans son armure.

## Galerie

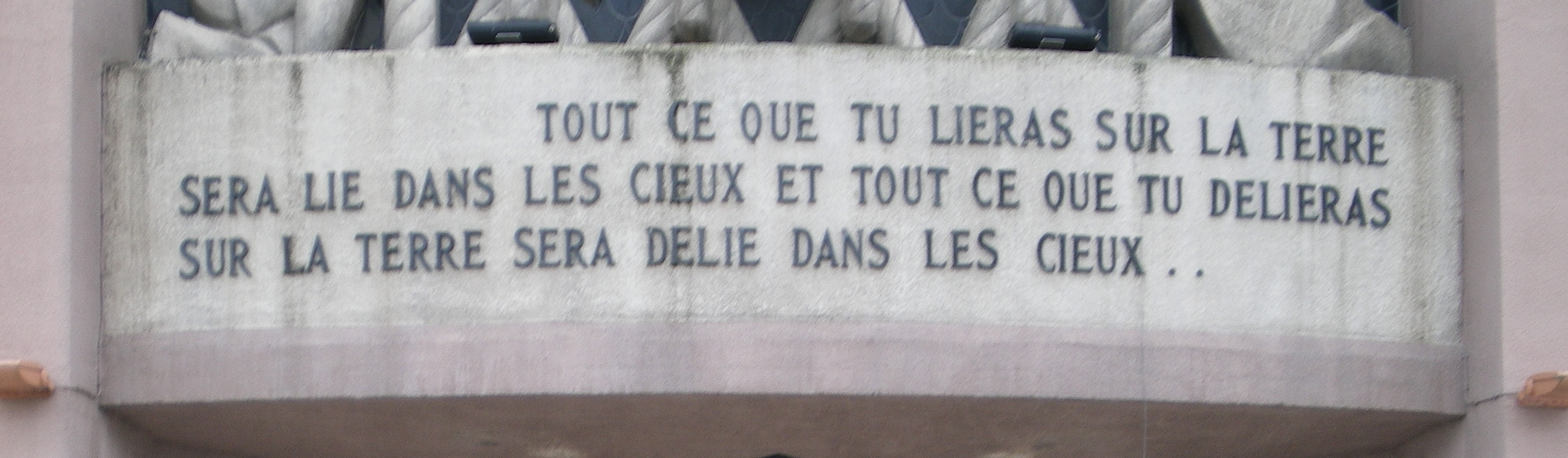
Détail de la façade
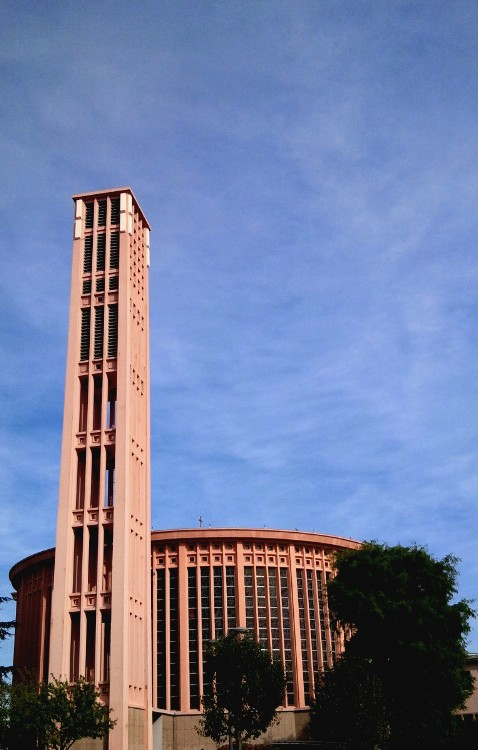
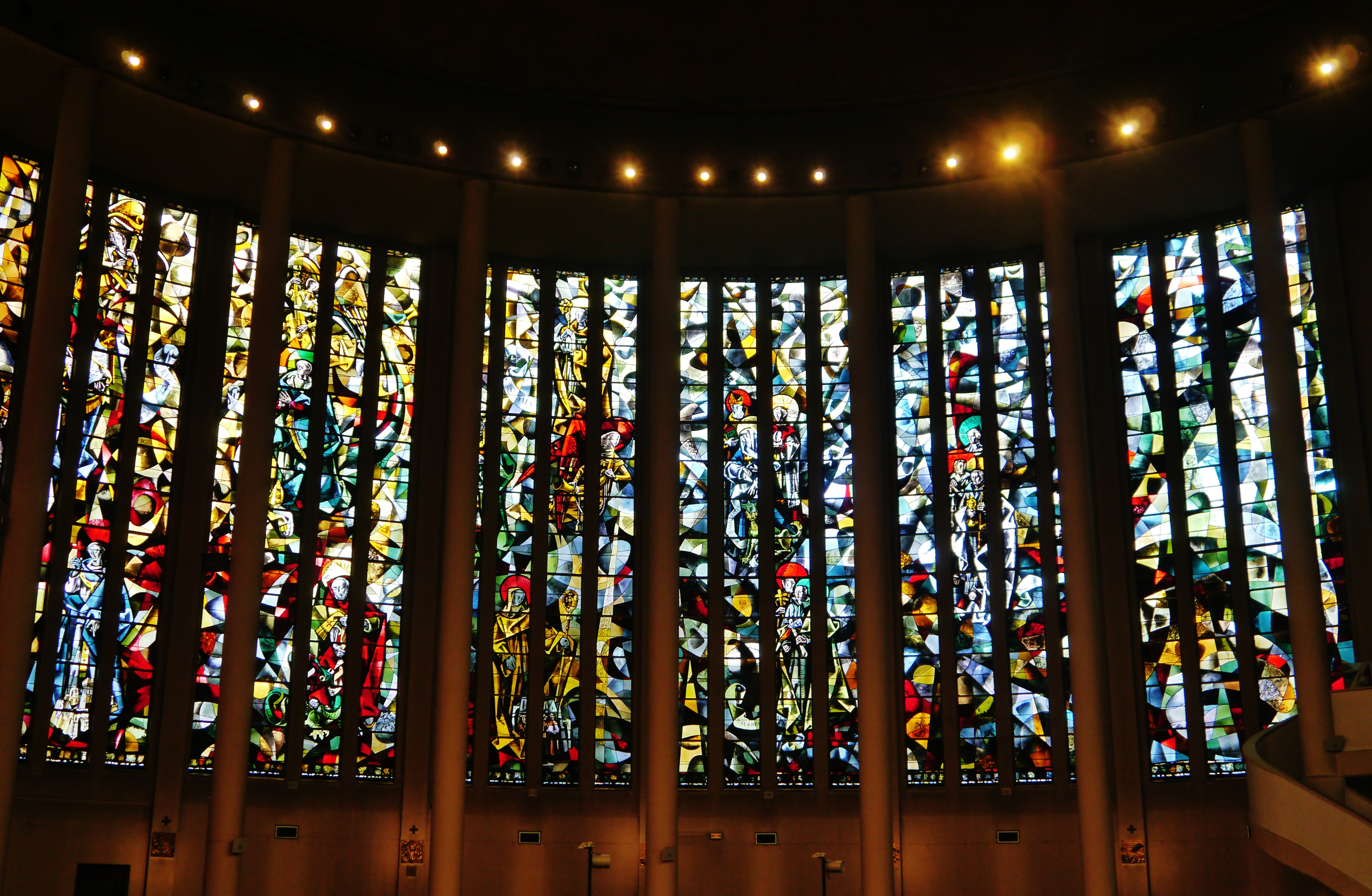